# Na dotek
Na dotek (v anglickém originále Closer) je americký psychologický film režiséra Mika Nicholse z roku 2004 s Jude Lawem, Clive Owenem, Natalií Portmanovou a Julií Robertsovou v hlavních rolích. Jedná se o filmový přepis stejnojmenné divadelní hry Patricka Marbera, který zde byl i scenáristou. Celý děj filmu se odehrává v Londýně v průběhu několika let. Film řeší složité citové a osobnostní vztahy čtyř různých obyvatel Londýna, dvou mužů – Britů a dvou žen – Američanek.
Děj filmu je koncentrován především do psychologicky velmi vypjatých dialogů.

## Obsazení

### Hlavní role
- Julia Robertsová (Anna)
- Natalie Portmanová (Alice/Jane) – Zlatý glóbus (vítězství), nominace na Oscara za nejlepší herecký výkon ve vedlejší roli
- Clive Owen (Larry) – nominace na Oscara za nejlepší herecký výkon ve vedlejší roli
- Jude Law (Dan)

### Vedlejší a epizodní role
- Steve Benham (řidič)
- Michael Haley (kouřící muž)
- Peter Rnic (bodyguard)

## Ocenění
- Zlatý glóbus a nominace na Oscara pro Natalii Portmanovou za nejlepší herecký výkon ve vedlejší roli
- Zlatý glóbus, cena BAFTA a nominace na Oscara pro Clive Owena za nejlepší herecký výkon ve vedlejší roli